# Holy Man
Holy Man är en amerikansk film från 1998.

## Rollista (i urval)
- Eddie Murphy - G
- Jeff Goldblum - Ricky Hayman
- Kelly Preston - Kate Newell
- Robert Loggia - McBainbridge
- Jon Cryer - Barry
- Eric McCormack - Scott Hawkes
- Sam Kitchin - Director
- Robert Small - Assistant Director